# 王惠定
王惠定（?—?），北朝时幽州起事领袖。北魏孝文帝太和二十三年（499年） 十一月在幽州（今北京西南）率众起事，自称明法皇帝。仅一月，被幽州刺史李肅擊斬。